# Vousemoi
Vousemoi war ein französischer Hersteller von Automobilen.

## Unternehmensgeschichte
Das Unternehmen begann 1904 mit der Produktion von Automobilen. Der Markenname lautete Vousemoi. Im gleichen Jahr endete die Produktion bereits wieder.

## Fahrzeuge
Angeboten wurden die Modelle 10 CV mit Zweizylindermotor und 16/20 CV mit Vierzylindermotor. Die Fahrzeuge hatten Einbaumotoren von Gnôme et Rhône, Dreiganggetriebe und Kardanantrieb. Die offenen Karosserien boten Platz für zwei Personen.